# L'Homme aux valises
L'Homme aux valises est une pièce de théâtre d'Eugène Ionesco créée en octobre 1975 au Théâtre de l'Atelier dans une mise en scène de Jacques Mauclair.

## Distribution à la création
- Jacques Mauclair
- André Thorent
- Tsilla Chelton
- Nita Klein
- Marcel Champel
- Monique Mauclair
- Philippe Noël
- Catherine Frot